# Drăgănești-Vlașca
Drăgănești-Vlașca là một xã thuộc hạt Teleorman, România. Dân số thời điểm năm 2002 là 4884 người.